# Carl Warberg
Casten Abraham Carl Warberg, född 2 december 1845 i Värmdö församling, död 16 oktober 1910 i Stockholm, var en svensk militär (generallöjtnant).

## Biografi
Warberg inledde sin militära karriär som underlöjtnant vid Andra livgardet 1864. 1868 hade han avancerat till löjtnant och 1871 blev han generalstabsofficer. 1874 blev Warberg löjtnant vid generalstaben och kapten där 1875. 1878–1881 var han stabschef vid Livgardesbrigaden och åren 1881–1885 vid 4. militärdistriktet. År 1879 blev Warberg kapten vid Andra livgardet och 1884 blev han major vid generalstaben. År 1888 blev han överstelöjtnant vid generalstaben. År 1891 blev Warberg överste och chef för Norra skånska infanteriregementet och var sedan tillförordnad generalstabschef under åren 1895–1899 då den ordinarie generalstabschefen Axel Rappe var Sveriges krigsminister. År 1897 blev han generalmajor och 1905 generallöjtnant. 1905–1910 var han chef för IV. arméfördelningen. Han var förste adjutant hos Gustaf V och chef för H.M. Konungens stab 1909–1910.
Under Rysk-turkiska kriget 1877–1878 var Warberg militärattaché vid den ryska Donauarmén. År 1884 blev han ledamot av andra klassen av Krigsvetenskapsakademien och 1897 ledamot av första klassen.
Han var från 1874 gift med Sophie Lagercrantz (1851–1934), dotter till statsrådet Gustaf Lagercrantz. Warberg och hans hustru är begravda på Solna kyrkogård.

## Utmärkelser

### Svenska utmärkelser
- Kommendör med stora korset av Svärdsorden, 1 december 1904.[4]
- Kommendör av första klassen av Svärdsorden, 1 december 1898.[5]
- Kommendör av andra klassen av Svärdsorden, 1 december 1894.[6]
- Riddare av första klassen av Svärdsorden, 1885.[7]

### Utländska utmärkelser
- Riddare av första klassen av Preussiska Röda örns orden, 1908.[8][9]
- Riddare av Ryska Vita örnens orden, 1908.[8][9]
- Riddare av första klassen av Österrikiska Järnkroneorden, 1908.[8][9]
- Storofficer av Franska Hederslegionen, 1908.[8][9]
- Riddare av Franska Hederslegionen, senast 1890.[10]
- Kommendör av första graden av Danska Dannebrogorden, tidigast 1894 och senast 1897.[11][12]
- Kommendör av första klassen av Norska Sankt Olavs orden, tidigast 1901 och senast 1905.[13][14]
- Riddare av första klassen av Norska Sankt Olavs orden, senast 1890.[10]
- Kommendör av första klassen av Sachsen-Weimarska Vita falkens orden, tidigast 1890 och senast 1894.[10][11]
- Riddare av tredje klassen av Ryska Sankt Annas orden, senast 1890.[10]
- Riddare av fjärde klassen med svärd av Ryska Sankt Vladimirs orden, senast 1890.[10]